# Giro di Lombardia 1966
Il Giro di Lombardia 1966, sessantesima edizione della corsa, fu disputata il 22 ottobre 1966, su un percorso totale di 266 km. Fu vinta dall'italiano Felice Gimondi, giunto al traguardo con il tempo di 6h57'00" alla media di 38,273 km/h, precedendo il belga Eddy Merckx ed il francese Raymond Poulidor.
Presero il via da Milano 141 ciclisti, e 34 di essi portarono a termine la gara. La gara fu caratterizzata da una fuga promossa poco fuori Milano tra gli altri da Eddy Merckx, Herman Van Springel, Giancarlo Polidori, Tom Simpson, Michele Dancelli e Gianni Motta; poco prima di Argegno rientrarono sui fuggitivi diversi favoriti tra cui Felice Gimondi, Vittorio Adorni, Jacques Anquetil e Raymond Poulidor. Sulle salite di Passo d'Intelvi e Schignano Simpson e Motta si staccarono, come anche Dancelli che riuscì però poi a recuperare in discesa. La gara si risolse in una volata a sei sulla pista del Velodromo Sinigaglia che vide prevalere Gimondi, aiutato dal compagno Adorni, su Merckx e Poulidor.

## Ordine d'arrivo (Top 10)
| Pos. | Corridore          | Squadra     | Tempo    |
| ---- | ------------------ | ----------- | -------- |
| 1    | Felice Gimondi     | Salvarani   | 6h57'00" |
| 2    | Eddy Merckx        | Peugeot     | s.t.     |
| 3    | Raymond Poulidor   | Mercier     | s.t.     |
| 4    | Jacques Anquetil   | Ford France | s.t.     |
| 5    | Michele Dancelli   | Molteni     | s.t.     |
| 6    | Vittorio Adorni    | Salvarani   | s.t.     |
| 7    | Italo Zilioli      | Sanson      | a 3'40"  |
| 8    | Giancarlo Polidori | Vittadello  | a 5'50"  |
| 9    | Jan Janssen        | Pelforth    | a 6'41"  |
| 10   | Aldo Pifferi       | Vittadello  | s.t.     |